# جمعة جينارو
جمعة جينارو عوض (بالإنجليزية: Goma Genaro Awad)‏ هو لاعب كرة قدم جنوب سوداني في مركز حراسة المرمى، ولد في 28 فبراير 1988 في أم درمان في السودان. شارك مع منتخب جنوب السودان لكرة القدم. أما مع النوادي، فقد لعب مع نادي الهلال.

## وصلات خارجية
- جمعة جينارو على موقع قاعدة بيانات كرة القدم.إي يو (الإنجليزية)
- جمعة جينارو على موقع ناشيونال فوتبول تيمز (الإنجليزية)
- جمعة جينارو على موقع Soccerway.com (الإنجليزية)